# Gran Premio di superbike di Imola 2014
Il Gran Premio di superbike di Imola 2014 è stato la quarta prova del mondiale superbike del 2014, nello stesso fine settimana si è corso il quarto gran premio stagionale del mondiale supersport del 2014.
Entrambe le gare valide per il campionato mondiale Superbike vengono vinte da Jonathan Rea, con Lorenzo Zanetti che si impone in quella del campionato mondiale Supersport.

## Superbike

### Gara 1
Fonte
Dopo aver realizzato la superpole di sabato, Jonathan Rea si conferma primo vincendo anche in gara 1. Per il pilota britannico, alla guida della Honda CBR1000RR del team Pata Honda, si tratta della seconda vittoria stagionale, tredicesima della sua carriera nel mondiale Superbike. Accompagnano sul podio il vincitore Rea due suoi connazionali, con Chaz Davies secondo con la Ducati 1199 Panigale R del team Ducati Superbike e terzo Tom Sykes del team Kawasaki Racing.
Grazie all'undicesimo posto sul traguardo, Leon Camier con la BMW S1000 RR del team BMW Motorrad Italia risulta il migliore dei piloti della classe EVO.

#### Arrivati al traguardo
| Pos. | Nº | Pilota               | Squadra                      | Motocicletta           | Giri | Tempo     | Griglia | Punti |
| ---- | -- | -------------------- | ---------------------------- | ---------------------- | ---- | --------- | ------- | ----- |
| 1º   | 65 | Jonathan Rea         | Pata Honda                   | Honda CBR1000RR        | 19   | 34'14.829 | 1º      | 25    |
| 2º   | 7  | Chaz Davies          | Ducati Superbike             | Ducati 1199 Panigale R | 19   | +4.511    | 4º      | 20    |
| 3º   | 1  | Tom Sykes            | Kawasaki Racing              | Kawasaki ZX-10R        | 19   | +6.492    | 6º      | 16    |
| 4º   | 76 | Loris Baz            | Kawasaki Racing              | Kawasaki ZX-10R        | 19   | +8.434    | 7º      | 13    |
| 5º   | 50 | Sylvain Guintoli     | Aprilia Racing               | Aprilia RSV4 Factory   | 19   | +9.134    | 2º      | 11    |
| 6º   | 33 | Marco Melandri       | Aprilia Racing               | Aprilia RSV4 Factory   | 19   | +14.925   | 5º      | 10    |
| 7º   | 58 | Eugene Laverty       | Voltcom Crescent Suzuki      | Suzuki GSX-R1000       | 19   | +19.973   | 8º      | 9     |
| 8º   | 22 | Alex Lowes           | Voltcom Crescent Suzuki      | Suzuki GSX-R1000       | 19   | +21.582   | 12º     | 8     |
| 9º   | 24 | Toni Elías           | Red Devils Roma              | Aprilia RSV4 Factory   | 19   | +28.781   | 15º     | 7     |
| 10º  | 91 | Leon Haslam          | Pata Honda                   | Honda CBR1000RR        | 19   | +31.245   | 10º     | 6     |
| 11º  | 19 | Leon Camier          | BMW Motorrad Italia          | BMW S1000 RR EVO       | 19   | +40.996   | 11º     | 5     |
| 12º  | 44 | David Salom          | Kawasaki Racing              | Kawasaki ZX-10R EVO    | 19   | +55.372   | 14º     | 4     |
| 13º  | 23 | Luca Scassa          | Team Pedercini               | Kawasaki ZX-10R EVO    | 19   | +55.899   | 17º     | 3     |
| 14º  | 11 | Jérémy Guarnoni      | MRS Kawasaki                 | Kawasaki ZX-10R EVO    | 19   | +1:04.402 | 24º     | 2     |
| 15º  | 21 | Alessandro Andreozzi | Team Pedercini               | Kawasaki ZX-10R EVO    | 19   | +1:23.074 | 23º     | 1     |
| 16º  | 9  | Fabien Foret         | Mahi Racing Team India       | Kawasaki ZX-10R EVO    | 19   | +1:23.324 | 22º     |       |
| 17º  | 32 | Sheridan Morais      | Iron Brain Grillini Kawasaki | Kawasaki ZX-10R EVO    | 19   | +1:36.763 | 18º     |       |
| 18º  | 71 | Claudio Corti        | MV Agusta RC-Yakhnich M.     | MV Agusta F4 RR        | 19   | +1:36.942 | 21º     |       |
| 19º  | 56 | Péter Sebestyén      | BMW Team Toth                | BMW S1000 RR EVO       | 19   | +1:43.545 | 28º     |       |
| 20º  | 10 | Imre Tóth            | BMW Team Toth                | BMW S1000 RR           | 19   | +1:43.819 | 25º     |       |

#### Ritirati
| Nº  | Pilota           | Squadra                      | Motocicletta               | Giri | Griglia |
| --- | ---------------- | ---------------------------- | -------------------------- | ---- | ------- |
| 34  | Davide Giugliano | Ducati Superbike             | Ducati 1199 Panigale R     | 11   | 3º      |
| 84  | Michel Fabrizio  | Iron Brain Grillini Kawasaki | Kawasaki ZX-10R EVO        | 8    | 20º     |
| 20  | Aaron Yates      | Hero EBR                     | EBR 1190 RX                | 7    | 27º     |
| 59  | Niccolò Canepa   | Althea Racing                | Ducati 1199 Panigale R EVO | 5    | 9º      |
| 112 | Ivan Goi         | Barni Racing                 | Ducati 1199 Panigale R EVO | 0    | 13º     |

#### Non partito
| Nº | Pilota    | Squadra  | Motocicletta | Griglia |
| -- | --------- | -------- | ------------ | ------- |
| 99 | Geoff May | Hero EBR | EBR 1190 RX  | 26º     |

#### Fuori classifica
La Bimota BB3, motocicletta portata in gara dal team Bimota Alstare, partecipa al campionato anche se non ha ancora ottenuto l'omologazione da parte della FIM, pertanto i piazzamenti dei due piloti non vengono considerati, quindi non gli vengono assegnati punti per le classifiche mondiali.
| Nº | Pilota          | Squadra        | Motocicletta   | Giri | Tempo    | Griglia |
| -- | --------------- | -------------- | -------------- | ---- | -------- | ------- |
| 2  | Christian Iddon | Bimota Alstare | Bimota BB3 EVO | 19   | +55.174  | 19º     |
| 86 | Ayrton Badovini | Bimota Alstare | Bimota BB3 EVO | 7    | Ritirato | 16º     |

### Gara 2
Fonte
Così come è accaduto in gara 1, anche in gara 2 vince Jonathan Rea con la Honda CBR1000RR, con il pilota britannico  che realizza così la sua personale doppietta in questo GP, unendo alla duplice affermazione anche la superpole ed il giro veloce in entrambe le gare. Dietro Rea, giunto alla sua terza vittoria consecutiva stagionale e quattordicesima in carriera nel mondiale Superbike, si conferma secondo (come in gara 1) Chaz Davies con la Ducati 1199 Panigale R, mentre terzo sul traguardo arriva Sylvain Guintoli.
Primo dei piloti con motociclette EVO risulta Ayrton Badovini con la Bimota BB3 del team Bimota Alstare (anche se non prende punti per la classifica mondiale).
Viste le due vittorie ottenute ed i conseguenti 50 punti ottenuti, Rea diviene il nuovo leader di campionato, portandosi in testa alla classifica con 139 punti, con Tom Sykes (5º in questa gara) secondo e distanziato di quattro punti dal vertice, mentre terzo con 123 punti è Guintoli.

#### Arrivati al traguardo
| Pos. | Nº | Pilota               | Squadra                 | Motocicletta           | Giri | Tempo     | Griglia | Punti |
| ---- | -- | -------------------- | ----------------------- | ---------------------- | ---- | --------- | ------- | ----- |
| 1º   | 65 | Jonathan Rea         | Pata Honda              | Honda CBR1000RR        | 19   | 34'14.255 | 1º      | 25    |
| 2º   | 7  | Chaz Davies          | Ducati Superbike        | Ducati 1199 Panigale R | 19   | +4.095    | 4º      | 20    |
| 3º   | 50 | Sylvain Guintoli     | Aprilia Racing          | Aprilia RSV4 Factory   | 19   | +5.546    | 2º      | 16    |
| 4º   | 76 | Loris Baz            | Kawasaki Racing         | Kawasaki ZX-10R        | 19   | +6.285    | 7º      | 13    |
| 5º   | 1  | Tom Sykes            | Kawasaki Racing         | Kawasaki ZX-10R        | 19   | +7.147    | 6º      | 11    |
| 6º   | 34 | Davide Giugliano     | Ducati Superbike        | Ducati 1199 Panigale R | 19   | +22.054   | 3º      | 10    |
| 7º   | 24 | Toni Elías           | Red Devils Roma         | Aprilia RSV4 Factory   | 19   | +25.811   | 15º     | 9     |
| 8º   | 91 | Leon Haslam          | Pata Honda              | Honda CBR1000RR        | 19   | +26.127   | 10º     | 8     |
| 9º   | 58 | Eugene Laverty       | Voltcom Crescent Suzuki | Suzuki GSX-R1000       | 19   | +26.306   | 8º      | 7     |
| 10º  | 22 | Alex Lowes           | Voltcom Crescent Suzuki | Suzuki GSX-R1000       | 19   | +33.046   | 12º     | 6     |
| 11º  | 33 | Marco Melandri       | Aprilia Racing          | Aprilia RSV4 Factory   | 19   | +37.788   | 5º      | 5     |
| 12º  | 19 | Leon Camier          | BMW Motorrad Italia     | BMW S1000 RR EVO       | 19   | +42.415   | 11º     | 4     |
| 13º  | 44 | David Salom          | Kawasaki Racing         | Kawasaki ZX-10R EVO    | 19   | +52.114   | 14º     | 3     |
| 14º  | 23 | Luca Scassa          | Team Pedercini          | Kawasaki ZX-10R EVO    | 19   | +59.001   | 17º     | 2     |
| 15º  | 9  | Fabien Foret         | Mahi Racing Team India  | Kawasaki ZX-10R EVO    | 19   | +1:04.364 | 22º     | 1     |
| 16º  | 11 | Jérémy Guarnoni      | MRS Kawasaki            | Kawasaki ZX-10R EVO    | 19   | +1:18.512 | 24º     |       |
| 17º  | 21 | Alessandro Andreozzi | Team Pedercini          | Kawasaki ZX-10R EVO    | 19   | +1:34.487 | 23º     |       |
| 18º  | 99 | Geoff May            | Hero EBR                | EBR 1190 RX            | 18   | +1 giro   | 26º     |       |
| 19º  | 10 | Imre Tóth            | BMW Team Toth           | BMW S1000 RR           | 18   | +1 giro   | 25º     |       |

#### Ritirati
| Nº | Pilota          | Squadra                      | Motocicletta               | Giri | Griglia |
| -- | --------------- | ---------------------------- | -------------------------- | ---- | ------- |
| 59 | Niccolò Canepa  | Althea Racing                | Ducati 1199 Panigale R EVO | 15   | 9º      |
| 32 | Sheridan Morais | Iron Brain Grillini Kawasaki | Kawasaki ZX-10R EVO        | 10   | 18º     |
| 84 | Michel Fabrizio | Iron Brain Grillini Kawasaki | Kawasaki ZX-10R EVO        | 8    | 20º     |
| 56 | Péter Sebestyén | BMW Team Toth                | BMW S1000 RR EVO           | 8    | 28º     |
| 20 | Aaron Yates     | Hero EBR                     | EBR 1190 RX                | 8    | 27º     |
| 71 | Claudio Corti   | MV Agusta RC-Yakhnich M.     | MV Agusta F4 RR            | 6    | 21º     |

#### Non partito
| Nº  | Pilota   | Squadra      | Motocicletta               | Griglia |
| --- | -------- | ------------ | -------------------------- | ------- |
| 112 | Ivan Goi | Barni Racing | Ducati 1199 Panigale R EVO | 13º     |

#### Fuori classifica
La Bimota BB3, motocicletta portata in gara dal team Bimota Alstare, partecipa al campionato anche se non ha ancora ottenuto l'omologazione da parte della FIM, pertanto i piazzamenti dei due piloti non vengono considerati, quindi non gli vengono assegnati punti per le classifiche mondiali.
| Nº | Pilota          | Squadra        | Motocicletta   | Giri | Tempo   | Griglia |
| -- | --------------- | -------------- | -------------- | ---- | ------- | ------- |
| 86 | Ayrton Badovini | Bimota Alstare | Bimota BB3 EVO | 19   | +42.284 | 16º     |
| 2  | Christian Iddon | Bimota Alstare | Bimota BB3 EVO | 19   | +51.220 | 19º     |

## Supersport
Fonte
Prima vittoria in carriera nel mondiale Supersport per Lorenzo Zanetti alla guida della Honda CBR600RR, con Michael van der Mark (compagno di squadra di Zanetti) al secondo posto, in questo modo il team Pata Honda ottiene una doppietta in questo GP.
Caduto Jules Cluzel, autore della pole position, che rialzatosi chiude solo al quindicesimo posto, completa il podio Florian Marino, terzo con la Kawasaki ZX-6R del team Kawasaki Intermoto Ponyexpres.
Al termine di questa gara, la classifica di campionato vede van der Mark e Marino primeggiare entrambi con 65 punti, con Zanetti che, grazie ai 25 punti ottenuti con la vittoria, si porta al terzo posto con 49 punti.

### Arrivati al traguardo
| Pos. | Nº | Pilota               | Squadra                       | Motocicletta     | Giri | Tempo     | Griglia | Punti |
| ---- | -- | -------------------- | ----------------------------- | ---------------- | ---- | --------- | ------- | ----- |
| 1º   | 26 | Lorenzo Zanetti      | Pata Honda                    | Honda CBR600RR   | 17   | 31'53.543 | 2º      | 25    |
| 2º   | 60 | Michael van der Mark | Pata Honda                    | Honda CBR600RR   | 17   | +2.072    | 6º      | 20    |
| 3º   | 21 | Florian Marino       | Kawasaki Intermoto Ponyexpres | Kawasaki ZX-6R   | 17   | +6.263    | 8º      | 16    |
| 4º   | 99 | Patrick Jacobsen     | Kawasaki Intermoto Ponyexpres | Kawasaki ZX-6R   | 17   | +10.043   | 7º      | 13    |
| 5º   | 44 | Roberto Rolfo        | Team Go Eleven                | Kawasaki ZX-6R   | 17   | +16.366   | 10º     | 11    |
| 6º   | 61 | Fabio Menghi         | VFT Racing                    | Yamaha YZF R6    | 17   | +23.914   | 13º     | 10    |
| 7º   | 24 | Marco Bussolotti     | Team Lorini                   | Honda CBR600RR   | 17   | +24.060   | 11º     | 9     |
| 8º   | 84 | Riccardo Russo       | Team Lorini                   | Honda CBR600RR   | 17   | +24.150   | 14º     | 8     |
| 9º   | 19 | Kevin Wahr           | RS Wahr by Kraus Racing       | Yamaha YZF R6    | 17   | +24.996   | 12º     | 7     |
| 10º  | 10 | Alessandro Nocco     | San Carlo Puccetti Racing     | Kawasaki ZX-6R   | 17   | +25.115   | 18º     | 6     |
| 11º  | 4  | Jack Kennedy         | CIA Insurance Honda           | Honda CBR600RR   | 17   | +33.695   | 19º     | 5     |
| 12º  | 35 | Raffaele De Rosa     | CIA Insurance Honda           | Honda CBR600RR   | 17   | +36.079   | 17º     | 4     |
| 13º  | 11 | Christian Gamarino   | Team Go Eleven                | Kawasaki ZX-6R   | 17   | +39.322   | 16º     | 3     |
| 14º  | 9  | Tony Coveña          | Kawasaki Intermoto Ponyexpres | Kawasaki ZX-6R   | 17   | +46.397   | 20º     | 2     |
| 15º  | 16 | Jules Cluzel         | MV Agusta RC-Yakhnich M.      | MV Agusta F3 675 | 17   | +54.935   | 1º      | 1     |
| 16º  | 89 | Fraser Rogers        | Com Plus SMS Racing           | Honda CBR600RR   | 17   | +1:07.909 | 23º     |       |
| 17º  | 7  | Nacho Calero         | CIA Insurance Honda           | Honda CBR600RR   | 17   | +1:16.621 | 21º     |       |

### Ritirati
| Nº  | Pilota              | Squadra                   | Motocicletta     | Giri | Griglia |
| --- | ------------------- | ------------------------- | ---------------- | ---- | ------- |
| 54  | Kenan Sofuoğlu      | Mahi Racing Team India    | Kawasaki ZX-6R   | 12   | 5º      |
| 161 | Alexey Ivanov       | DMC Panavto-Yamaha        | Yamaha YZF R6    | 12   | 22º     |
| 65  | Vladimir Leonov     | MV Agusta RC-Yakhnich M.  | MV Agusta F3 675 | 9    | 9º      |
| 25  | Alex Baldolini      | ATK Racing                | MV Agusta F3 675 | 6    | 24º     |
| 88  | Kev Coghlan         | DMC Panavto-Yamaha        | Yamaha YZF R6    | 1    | 3º      |
| 5   | Roberto Tamburini   | San Carlo Puccetti Racing | Kawasaki ZX-6R   | 1    | 4º      |
| 14  | Ratthapark Wilairot | Core PTR Honda            | Honda CBR600RR   | 0    | 15º     |